# Aquecimento do carburador
Aquecimento do carburador é um sistema utilizado em automóveis e aeronaves leves movidas a pistão, usado para prevenir ou limpar o gelo no carburador. Ele consiste de uma aba móvel que atrai ar quente para a duto de admissão do motor. O ar é puxado pelo recuperador de calor, que é uma placa de metal em torno do coletor de escape.

## Funcionamento
A formação de gelo ocorre quando o ar atmosférico contém níveis significativos de vapor de água. Conforme o ar é aspirado para dentro do motor através de um carburador, ele é suficientemente resfriado a ponto de condensar e congelar o vapor de água na válvula borboleta. Este arrefecimento tem duas causas: 1) a queda na pressão do ar devido à expansão causada pelo mecanismo de sucção, junto com o aumento da velocidade do fluxo de ar pela válvula borboleta, o que diminui a temperatura do ar e 2) a vaporização da gasolina líquida ao ser introduzida no fluxo de ar, fazendo com que o calor da evaporação seja extraído a da corrente de ar, resfriando-o. A temperatura no carburador pode cair abaixo do ponto de congelamento da água e, se o ar estiver úmido, gelo pode se formar dentro do carburador. Conforme o gelo se acumula, menos ar passa através do carburador, causando uma queda na potência e, em casos graves, um estol no motor.
Quedas na temperatura de 20 °C (36 °F) ou mais são frequentemente encontradas dentro do carburador, então o gelo pode se formar até mesmo quando a temperatura do ar exterior é bem acima do ponto de congelamento. Talvez, surpreendentemente, o clima frio de inverno é menos propenso a formação de gelo, uma vez que o ar frio contém muito menos umidade. Um dia quente e com alta umidade é considerado o cenário mais provável para a formação de gelo no carburador. Uma vez que há menos de aceleração do ar pelo do carburador quando operado em potência máxima, a formação de gelo geralmente não é geralmente um problema nessa situação.
O sistema de aquecimento do carburador utiliza ar quente obtido a partir de um trocador de calor ou recuperador de calor (uma placa de metal ao redor do coletor de escape) para elevar a temperatura na seção do venturi o suficiente para evitar ou remover qualquer acúmulo de gelo. Por causa do ar quente ser menos denso que o ar frio, a potência do motor cai quando aquecimento do carburador é usado.
Motores equipados com sistema de injeção eletrônica não necessitam de aquecimento do carburador, pois não são tão suscetíveis à formação de gelo - um fluxo constante de combustível é injetado logo após a válvula de admissão, assim, a evaporação ocorre quando a mistura de ar/combustível está sendo injetada no cilindro, onde as temperaturas são mais elevadas. A exceção é o sistema de injeção TBI ou ponto único, em que o combustível é injetado na borboleta do carburador.
Alguns motores de injeção multiponto direcionam líquido de arrefecimento  através do corpo do sistema de injeção para evitar o acúmulo de gelo durante o uso prolongado de marcha lenta. Isso impede a formação de gelo em torno da borboleta, mas não atrai tantas quantidades de ar quente para dentro do motor quanto um sistema de aquecimento do carburador.

## Nas aeronaves
Em um avião leve, o aquecimento do carburador é geralmente controlado manualmente pelo piloto. O desvio de ar quente para a entrada do carburador reduz a potência disponível do motor por três razões: a eficiência termodinâmica é ligeiramente reduzida, uma vez que é uma função da diferença de temperatura entre o ar de entrada e exaustão de gases; a quantidade de ar disponível para a combustão no interior dos cilindros é reduzido devido à menor densidade do ar quente; e a proporção de mistura ar-combustível é alterada com a menor densidade do ar, fazendo com que parte do combustível não seja queimado, com hidrocarbonetos não queimados saindo do motor. Assim, a aplicação de aquecimento do carburador se manifesta como uma redução na potência do motor. Se houver gelo presente, haverá, então, um aumento gradual na potência, conforme a passagem de ar é liberada pelo derretimento do gelo. A quantidade de potência recuperada é uma indicação da gravidade do acúmulo de gelo.
Deve ser mantido em mente que a ingestão de pequenas quantidades de água no motor devido derretimento de gelo do carburador pode causar um período inicial aspereza no período de um a dois minutos antes de ser observado um aumento de potência. Novamente, o piloto perceberá isso como prova de que as condições de formação de gelo estão presentes. No entanto, vários pilotos, quando confrontados com um motor áspero em funcionamento, desligaram o aquecimento do carburador por engano, assim agravando a situação.
A aplicação do aquecimento do carburador de forma rotineira está presente em diversas listas de verificação em voo e pré-pouso. Em descidas longas, o aquecimento do carburador pode ser usado continuamente para evitar o acúmulo de gelo; com o acelerador fechado, há uma grande pressão e, portanto,há uma queda na temperatura do carburador, o que pode causar um rápido acúmulo de gelo que poderia passar despercebido, porque a potência do motor não é usada. Além disso, o coletor de escape esfria consideravelmente quando a potência é removida. Então, se a formação de gelo no carburador ocorrer, pode não haver calor suficiente para removê-la. Assim, a maioria das listas de verificação (em inglês, checklists) possuem um item para a aplicação do aquecimento do carburador sempre que a manete de potência é reduzida ao mínimo em voo.
Geralmente, há um desvio no filtro de ar quando o aquecimento do carburador é usado. Se o filtro de ar ficar obstruído (com neve, gelo, poeira ou detritos), o uso do aquecimento do carburador permite que o motor continue funcionando. Devido à possibilidade de danificar o motor ao não utilizar o filtro de ar, o uso do aquecimento do carburador no solo (quando há bastante poeira no ar) é reduzido ao mínimo.
A Altitude tem um efeito indireto no gelo do carburador, porque normalmente existem diferenças significativas de temperatura com a altitude. Nuvens contêm umidade, e, portanto, voar através das nuvens pode exigir mais o uso mais frequente do aquecimento do carburador.
O ar de admissão de um motor equipado com um turbocompressor é aquecido através da compressão. Dessa forma, o ar que entra no corpo do carburador já está aquecido o suficiente, sendo desnecessário o uso do sistema de aquecimento do carburador.

## Nos automóveis
Nos carros, o aquecimento do carburador poderá ser controlado automaticamente ou manualmente (muitas vezes girando a tampa do filtro de ar entre as configurações de "verão" e "inverno"), com o uso de sistemas do tipo "recuperador de calor" e filamentos elétricos diretamente ligados ao carburador ou módulo TBI. O desvio do filtro de ar encontrado nos motores de aeronaves não é utilizado nos automóveis, porque o filtro de ar nos automóveis normalmente não é exposto aos fatores de congelamento (e os carros se deslocam em baixas altitudes, compartilhando rodovias empoeiradas e sujas com outros carros, assim, ele é muito mais propenso a ingerir poeira e areia ao rodar sem utilizar o filtro de ar do que uma aeronave) - pelo menos, não tanto para permitir uma acúmulo obstrutivo de neve e/ou gelo sobre ele - e porque o carburador é geralmente montado mais perto do  cilindro, de forma que ele seja capaz o suficiente de absorver calor do motor para evitar seu congelamento (o fluxo de ar através da abertura geralmente grande do filtro é mais lento do que através do corpo do acelerador de si, e, portanto, menos influenciado por efeitos de arrefecimento). No entanto, isso nem sempre é suficiente, e alguns automóveis têm uma história de falha temporária do motor durante condições de chuva ou neve.
Motores de automóveis também podem utilizar um elevador de calor, que aquece a mistura ar/combustível após ela sair do carburador; esta é uma característica de economia de combustível de baixa temperatura e de dirigibilidade com a maior parte dos seus benefícios encontrados em baixas rpm.
Motores de motos também pode usar o aquecimento do carburador. Em muitos casos, e especialmente em motores refrigerados a ar, ele baseia-se exclusivamente em um elemento de aquecimento elétrico ligado no carburador, já que um recuperador de calor e alimentador de ar quente seria volumoso, complexo, difícil de montar, e ainda poderia interferir com o arrefecimento normal do bloco do cilindro. Em algumas de suas motos refrigeradas a ar, a Ducati utilizou uma linha de óleo para aquecer a base do carburador, o qual é operado pelo piloto através de uma pequena válvula.